# Donkey Kong (nhân vật)
Donkey Kong, viết tắt là DK, là một một con khỉ đột giả tưởng xuất hiện trong các loạt trò chơi video Donkey Kong và Mario của Nintendo, do Miyamoto Shigeru sáng tạo ra. Donkey Kong xuất hiện lần đầu tiên với tư cách là nhân vật chính và nhân vật phản diện của trò chơi cùng tên năm 1981 thuộc thể loại platform của Nintendo, sau này trở thành loạt Donkey Kong. Các phần phụ như Donkey Kong Country ra mắt vào năm 1994 với Donkey Kong trở thành nhân vật chính (mặc dù một số phần tập trung vào bạn bè của nó, đáng chú ý nhất là Diddy Kong). Phiên bản này vẫn là bản chính cho đến ngày nay. Trong khi Donkey Kong của thập niên 1980 và Donkey Kong hiện đại có cùng tên, thì sách hướng dẫn cho Donkey Kong Country và các trò chơi sau đó, miêu tả các trò chơi trước là Cranky Kong, là ông nội của nó trong các trò chơi sau, ngoại trừ Donkey Kong 64, trong đó Cranky lại được miêu tả là cha của nó. Donkey Kong được coi là một trong những nhân vật nổi tiếng và mang tính biểu tượng nhất trong lịch sử trò chơi điện tử.
Mario, nhân vật chính của trò chơi gốc năm 1981, tiếp tục trở thành nhân vật trung tâm của loạt   Mario; Donkey Kong thường đóng vai nhân vật hỗ trợ trong các trò chơi Mario. Nó cũng có thể điều khiển được trong mọi phần của loạt trò chơi chéo đối kháng Super Smash Bros., và thỉnh thoảng tiếp tục đóng vai phản diện trong loạt Mario vs. Donkey Kong bắt đầu vào năm 2004

## Bối cảnh ra đời
Năm 1981, Nintendo đã dự định sẽ sản xuất một trò chơi dựa trên truyện tranh Popeye và tận dụng cơ hội để tạo ra các nhân vật mới mà sau đó có thể xuất hiện được trong các trò chơi sau này. Shigeru Miyamoto đã đề xuất nhiều thể loại nhân vật nhưng cuối cùng vẫn chỉ là 3 thể loại: nhân vật là con vật, nhân vật là người và có liên quan đến Mario (sau này là Luigi) và nhân vật có tình cảm với Mario (sau này là Công chúa Peach).
Miyamoto nói việc tạo nhân vật là một con vật là chuyện hết sức bình thường, với dẫn chứng từ truyện "Người đẹp và quái vật"và nhân vật King Kong xuất hiện trong phim cùng tên năm 1933.
Cuối cùng, Nintendo đã quyết định nhân vật mới sẽ là một con vượn. Khi đề xuất tên của nhân vật mới là Donkey Kong, đã có một số khán giả không đồng tình, nhưng tên cuối cùng vẫn được đặt.
Donkey Kong được thiết kế lại cho Super NES năm 1994 bởi họa sĩ Rare Kevin Bayliss. Ông đã trình bày giao diện hiện đại cho Nintendo và ngay lập tức được chấp thuận. Mặc dù thiết kế nhân vật đã được điều chỉnh trong nhiều năm qua, ngoại hình của Donkey Kong vẫn giữ nguyên cho đến ngày nay khi Bayliss sửa đổi lần cuối cùng.

## Xuất hiện

### Giai đoạn ban đầu, 1981-1994
Donkey Kong xuất hiện lần đầu trong trò chơi cùng tên, phát hành năm 1981 với vai trò là kẻ thù của Mario (được gọi là"Jumpman") và công nương bị nạn Lady. Người chơi đóng vai trò Jumpman phải tiếp cận Donkey Kong ở đầu mỗi vòng chơi, nơi đang giam giữ Lady. Donkey Kong cố gắng cản trở sự di chuyển của người chơi bằng cách ném thùng, lò xo và các vật thể khác về phía Jumpman. Trong Donkey Kong Jr. phát hành một năm sau, Donkey Kong bị Mario (đã được gọi với tên chính thức) bắt giữ và nhốt trong lồng, và được Donkey Kong Jr. đi giải cứu. Donkey Kong đã tiếp tục là địch của người chơi trong Donkey Kong 3, với Stanley the Bugman là người chơi. Stanley chiến đấu với những nỗ lực của Donkey Kong để xâm chiếm một ngôi nhà cùng bầy ong của Donkey Kong.
Trong các trò chơi khác, Donkey Kong chỉ được làm người hỗ trợ và khách mời. Phiên bản Game Boy năm 1994 là lần hiếm hoi sau này mà Donkey Kong làm nhân vật chính. DK được thiết kế lại, xuất hiện với một chiếc cà vạt màu đỏ, đôi khi được gắn tên của mình.

### Giai đoạn phát triển bởi Rare, 1994-2000
Trò chơi Donkey Kong Country, được phát triển bởi nhà phát triển game Rare của Vương quốc Liên hiệp Anh và Bắc Ireland và Super Nintendo Entertainment System năm 1994 là sự khởi đầu của một loạt trò chơi Donkey Kong tiếp theo. Mặc dù có tên trong các tựa đề của nhiều trò chơi, Donkey Kong trong các phần tiếp theo Donkey Kong Country 2: Didder's Kong Quest và Donkey Kong Country 3: Dixie Kong's Double Trouble! vẫn là địch của người chơi. Trong những trò chơi này, người chơi điều khiển Dixie Kong và người bạn khi họ bắt đầu giải cứu DK.

### Giai đoạn quay lại Nintendo, 2000-nay
Sau khi quay trở lại với Nintendo, họ đã hợp tác với Namco để phát triển ba trò chơi trong Nintendo GameCube được gọi là loạt Donkey Konga, dựa trên Taiko: Drum Master của Namco, trong đó có Donkey Kong Jungle Beat được phát hành vào ngày 14 tháng 3 năm 2005 tại Bắc Mỹ. Vào tháng 10 năm 2007, Donkey Kong Barrel Blast đã được phát hành trong Wii.
Mario cũng đã xuất hiện trong trò chơi Mario vs Donkey Kong trong Game Boy năm 2004. Donkey Kong đã tiếp tục làm địch và muốn chiếm đoạt công ty giải trí của Mario. Phần tiếp theo được phát hành năm 2006 có tựa đề Mario vs Donkey Kong 2: March of the Minis. Donkey Kong khi đó đã bắt cóc Pauline và đưa lên sân thượng của công viên giải trí đã chiếm của Mario vì bỏ qua đồ chơi Mini Donkey Kong để ủng hộ Mini-Mario. DK cũng một lần nữa xuất hiện với tư cách là nhân vật phản diện trong Mario vs Donkey Kong: Minis March Again! và Mario vs Donkey Kong: Mini-Land Mayhem!. Bên cạnh đó, Donkey Kong đã xuất hiện trong DK King of Swing trong GBA và DK Jungle Climber trong Nintendo DS. Trong Donkey Kong Country Returns, Donkey Kong và Diddy Kong đã thoát khỏi Tiki Tak Tribe - địch xâm chiếm đảo Donkey Kong. Trong Donkey Kong Country: Tropical Freeze, Donkey Kong bắt đầu trở về nhà từ những người Viking xấu xa được gọi là Snowmads.

### Khác
Donkey Kong là một trong những nhân vật chơi được trong tất cả trò chơi Mario Kart và đã có một số trò chơi mà Donkey Kong Jr. cũng có thể chơi được.
Trong Mario Party, Donkey Kong là 1 trong 6 người chơi có thể chơi được trong trò chơi đầu tiên và thứ hai (cùng với Mario, Luigi, Công chúa Peach, Wario và Yoshi). Ở hai trò chơi tiếp theo, Donkey Kong vẫn có thể chơi được. Trong các trò chơi Mario Party giai đoạn 2003-2013 (tức từ trò chơi thứ năm đến thứ chín)), tuy không chơi được nhưng Donkey Kong vẫn tham gia với vai trò tổ chức minigame cho những người chơi. Mario Party 10 phát hành năm 2015 đánh dấu cho sự trở lại thành nhân vật có thể được chơi của Donkey Kong. Trong các trò chơi Mario Party sau này, đặc biệt là Super Mario Party, Donkey Kong hoàn toàn có thể chơi được.
Donkey Kong cũng đã xuất hiện trong nhiều trò chơi thể thao trong loạt Mario, ví dụ trong Mario Tennis (Mario Power Tennis, Mario Tennis: Power Tour, Mario Tennis Open, Mario Tennis: Ultra Smash và Mario Tennis Aces), Mario Golf (Mario Golf: Toadstool Tour và Mario Golf: World Tour). Tuy vậy, DK lại không xuất hiện trong Mario Golf: Advance Tour. Donkey Kong cũng xuất hiện trong Super Mario Strikers, Mario Superstar Basketball, Mario Hoops 3-on-3, Mario Sports Mix và Mario Super Sluggers. DK cũng tham gia vào loạt Mario & Sonic, đặc biệt là các trò chơi liên quan đến Thế vận hội Olympic.

## Đón nhận
Donkey Kong là một trong những biểu tượng của Nintendo nói chung và loạt trò chơi Mario nói riêng. Trong số 250 nhân vật phản diện được yêu thích nhất của Nintendo Power, DK xếp ở vị trí thứ 8. Trong danh sách"25 nhân vật phụ tốt nhất"của UGO.com, Donkey Kong xếp ở vị trí thứ bảy. Trong danh sách "50 nhân vật trò chơi hàng đầu mọi thời đại"của Sách Kỷ lục Guinness xuất bản năm 2011, Donkey Kong xếp thứ 33. Ngoài ra, một số trang đánh giá khác như IGN, Empire, GamesRadar,... cũng xếp Donkey Kong vào danh sách những nhân vật trò chơi hay nhất của họ.

## Liên kết bên ngoài
- Donkey Kong - Play Nintendo
- DK Vine
- Donkey Kong Wiki

Bản mẫu:Donkey Kong